# بريان بيدرسن
بريان بيدرسن (بالإنجليزية: Bryan Pedersen)‏ هو سياسي أمريكي، ولد في 27 يناير 1975 في شايان في الولايات المتحدة. حزبياً، نشط في الحزب الجمهوري. وقد انتخب عضو مجلس نواب وايومنغ.